# Phare de Point Wilson
Le phare de Point Wilson est un phare situé près de Port Townsend sur le Puget Sound (Comté de Jefferson), dans l'État de Washington aux États-Unis.
Ce phare est géré par la Garde côtière américaine, et les phares de l'État de Washington sont entretenues par le District 13 de la Garde côtière  basé à Seattle.
Il fait partie au Fort Worden Historical State Park (de) . Il est inscrit au Registre national des lieux historiques depuis le 24 mars 1971 .

## Histoire
Le premier phare de Point Wilson a été construit en 1879 par le United States Lighthouse Service en aide du phare d'Admiralty Head, construite 18 ans plus tôt sur le côté est de l'Admiralty Inlet (en). C'était une tour carrée en bois sur le toit d'un immeuble à deux étages équipée d'une lentille de Fresnel fixe de 4e ordre. La station comprenait également un bâtiment avec une corne de brume à vapeur.
En 1904, une digue a été ajoutée au site dans le but de protéger la station, mais le temps et les marées ayant exercé leurs effets destructeurs, un nouveau phare a du être construit.
Ce nouveau phare, entré en service en 1914, est l'un des plus importants dans l'état, donnant sur l'entrée à l'Admiralty Inlet, la voie navigable reliant le détroit de Juan de Fuca et Puget Sound.

## Description
Achevé en 1914, il a été construit en béton armé avec une tour octogonale de 14 m  conçue pour résister au vent. Il a reçu l'objectif d'origine à lentille de Fresnel de quatrième ordre qui est toujours en service. Il émet, à une hauteur focale de 16 m  un éclat blanc et rouge en alternance, toutes les 5 secondes. Le feu blanc a une portée de 16 milles nautiques (environ 30 km) et le feu rouge une portée de 15 milles nautiques (environ 28 km).
Cela en fait la plus haute lumière du Puget Sound. La tour du phare d'origine a été enlevée et le bâtiment technique a continué à servir de résidence aux gardiens. La station a été automatisée en 1976.
Le site du phare est le point le plus exposé du parc d'État de Fort Worden et il est gravement menacé par l'érosion des rives et l'élévation du niveau de la mer.
Identifiant : ARLHS : USA-641 - Amirauté : G4784 - USCG : 6-16475 .
|             |
| Puget Sound |

|              |
| Point Wilson |

|                        |
| Le phare et la Station |

### Lien connexe
- Liste des phares de l'État de Washington